# Luangahu
Luangahu è un'isola disabitata delle Tonga. Amministrativamente appartiene alla divisione Haʻapai.
Luangahu è un piccolo isolotto boscoso piatto che si trova a circa 1 km dall'estremità occidentale di una barriera corallina lunga 5,6 km che si estende da est a ovest. Si trova a nord-est della capitale nazionale di Nukuʻalofa ed a ovest dell'isola di Tafata e di 'Uiha. 
L'isola è utilizzata come zona di pesca dagli abitanti dell'isola di Lofanga.